# Drüopé
Drüopé görög mitológiai alak.
Két mítosz is ismert Drüopét illetően. 
1. Az egyik szerint Drüopé görög nimfa volt, Eurütosz leánya, Apollón isten szerelme, és Amphisszosz anyja.
2. A másik legenda azt tartja, hogy Drüopé Drüopsz leánya és Hermész kedvese. Anyja állítólag annyira megijedt, amikor megszületett, hogy sorsára hagyta a gyermeket, ugyanis Pán kecskeszarvú, lófülű, lófarkas isten volt, kecskelábakkal. 
Büntetésből lótuszvirággá változtatta Lóti nimfa, amikor Drüopé egy lótuszvirágot akart letépni.